# Denis Villeneuve
Denis Villeneuve (francia nyelven kiejtve: [dəni vilnœv], Trois-Rivières, 1967. október 3. –) kanadai filmrendező, forgatókönyvíró.

## Élete és pályafutása
1967. október 3-án született a kanadai Quebec tartományban található Trois-Rivières-ben, Nicole Demers és Jean Villeneuve gyermekeként. Öccse, Martin Villeneuve szintén filmrendezőként ismert. Iskoláit a Séminaire Saint-Joseph Középiskolában és a montréali Québec Egyetemen végezte.
Kezdetben rövidfilmeket, majd nagyjátékfilmeket írt és rendezett. Számos filmjét jelölték különböző rangos díjakra.

## Magánélete
Tanya Lapointe filmrendező, korábban újságírónő férje. Három gyermeke van egy korábbi kapcsolatából. 

## Filmográfia

### Nagyjátékfilmek

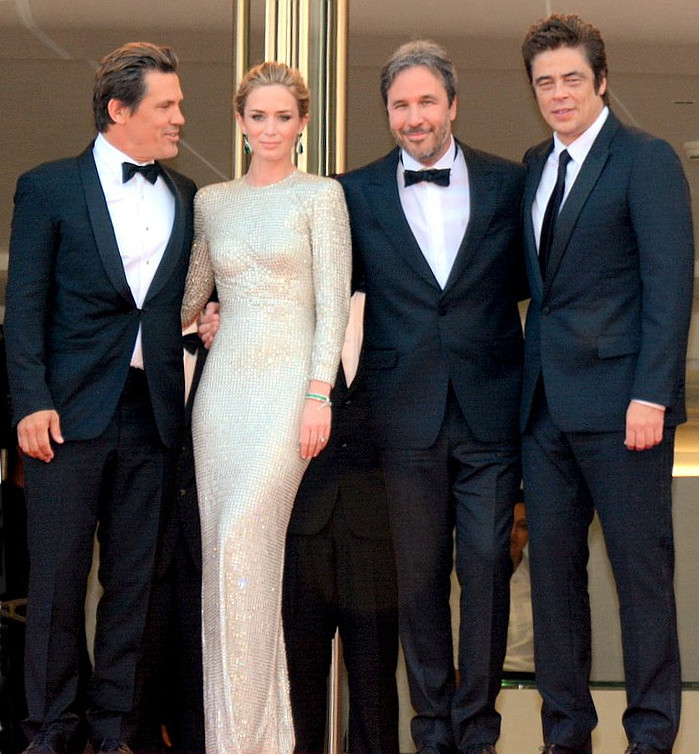
Josh Brolin, Emily Blunt, Villeneuve és Benicio del Toro a Sicario – A bérgyilkos premierjén a 2015-ös cannes-i fesztiválon

| Év   | Magyar cím              | Eredeti cím          | Feladatkör  | Feladatkör      | Feladatkör   |
| Év   | Magyar cím              | Eredeti cím          | Filmrendező | Forgatókönyvíró | Filmproducer |
| ---- | ----------------------- | -------------------- | ----------- | --------------- | ------------ |
| 1998 | A sivatag románca       | Un 32 août sur terre | Igen        | Igen            | Nem          |
| 2000 | Örvény                  | Maelström            | Igen        | Igen            | Nem          |
| 2009 |                         | Polytechnique        | Igen        | Igen            | Nem          |
| 2010 | Felperzselt föld        | Incendies            | Igen        | Igen            | Nem          |
| 2013 | Fogságban               | Prisoners            | Igen        | Nem             | Nem          |
| 2013 | Ellenség                | Enemy                | Igen        | Nem             | Nem          |
| 2015 | Sicario – A bérgyilkos  | Sicario              | Igen        | Nem             | Nem          |
| 2016 | Érkezés                 | Arrival              | Igen        | Nem             | Nem          |
| 2017 | Szárnyas fejvadász 2049 | Blade Runner 2049    | Igen        | Nem             | Nem          |
| 2021 | Dűne                    | Dune                 | Igen        | Igen            | Igen         |
| 2024 | Dűne: Második rész      | Dune: Part Two       | Igen        | Igen            | Igen         |

### Rövidfilmek
| Év   | Cím                                                                  | Feladatkör | Feladatkör |
| Év   | Cím                                                                  | Rendező    | Író        |
| ---- | -------------------------------------------------------------------- | ---------- | ---------- |
| 1990 | La Course Destination Monde                                          | Igen       | Nem        |
| 1994 | REW FFWD                                                             | Igen       | Igen       |
| 1996 | Cosmos ("Le Technétium" szegmens)                                    | Igen       | Igen       |
| 2006 | 120 Seconds to Get Elected                                           | Igen       | Igen       |
| 2008 | A következő emelet (Next Floor)                                      | Igen       | Nem        |
| 2011 | Rated R for Nudity                                                   | Igen       | Igen       |
| 2013 | Étude empirique sur l'influence du son sur la persistance rétinienne | Igen       | Igen       |

## Fordítás
- Ez a szócikk részben vagy egészben  a   Denis Villeneuve című angol Wikipédia-szócikk ezen változatának fordításán alapul.  Az eredeti cikk szerkesztőit annak laptörténete sorolja fel. Ez a jelzés csupán a megfogalmazás eredetét és a szerzői jogokat jelzi, nem szolgál a cikkben szereplő információk forrásmegjelöléseként.